# Hof van Brussel

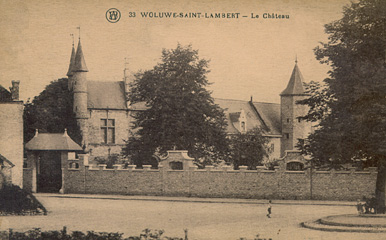
A Hof van Brussel látképe egy 19. századi Woluwe-St-Lambert-i képeslapon

A Hof van Brussel kastély Brüsszel Woluwe-Saint-Lambert kerületében található. A 16. - 17. században épült.

## Története
A Hof van Brussel eredetileg vadászkastélynak épült a 16-17. században. Akkoriban a Woluwe folyó völgye még jóval Brüsszel városának határán kívül eső, fás-mocsaras terület volt. A kastély elődjét a fennmaradt romok a 12. században építették.
A kastély nevét az eredeti tulajdonos van Brussel (franciául de Bruxelles) családról kapta. A kastélyt 1994-ben nyilvánították műemléknek.